# انثركوثريدا

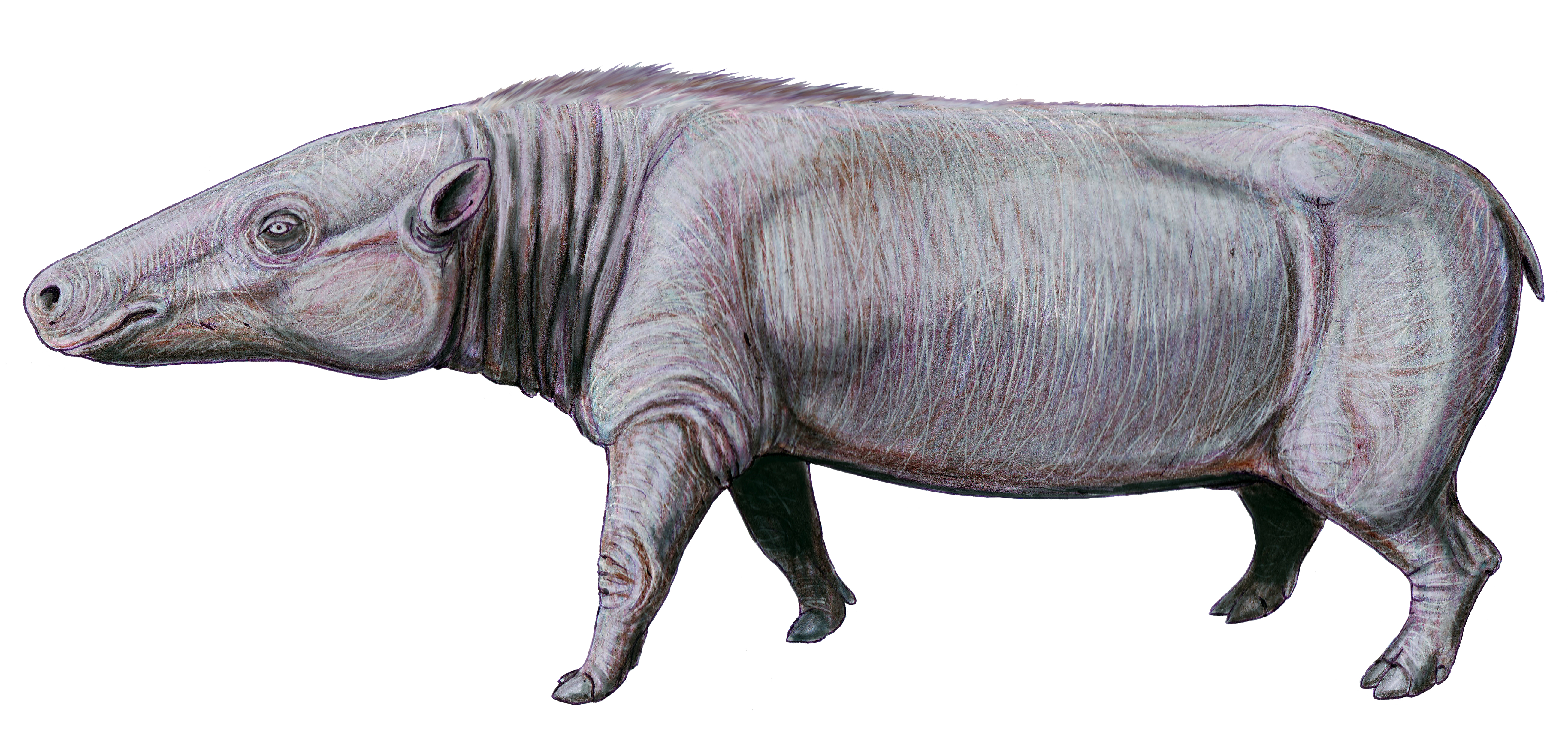

انثركوثريدا (باللاتينية: Anthracotheriidae) هي فصيلة منقرضة تنتمي إلى ثنائيات الحافر (رتبة: Artiodactyla) (بالإنجليزية: Even-toed ungulate)‏ ، لها علاقة ب فرس النهر وحيتانيات .